# Obrona Katowic
Obrona Katowic – prowadzona przez niewielkie grupy polskiej formacji nieregularnych w dniach 3–4 września 1939 r. podczas kampanii wrześniowej. Wojska niemieckie po przełamaniu polskiego oporu zajęły miasto pod koniec 4 września.

## Preludium

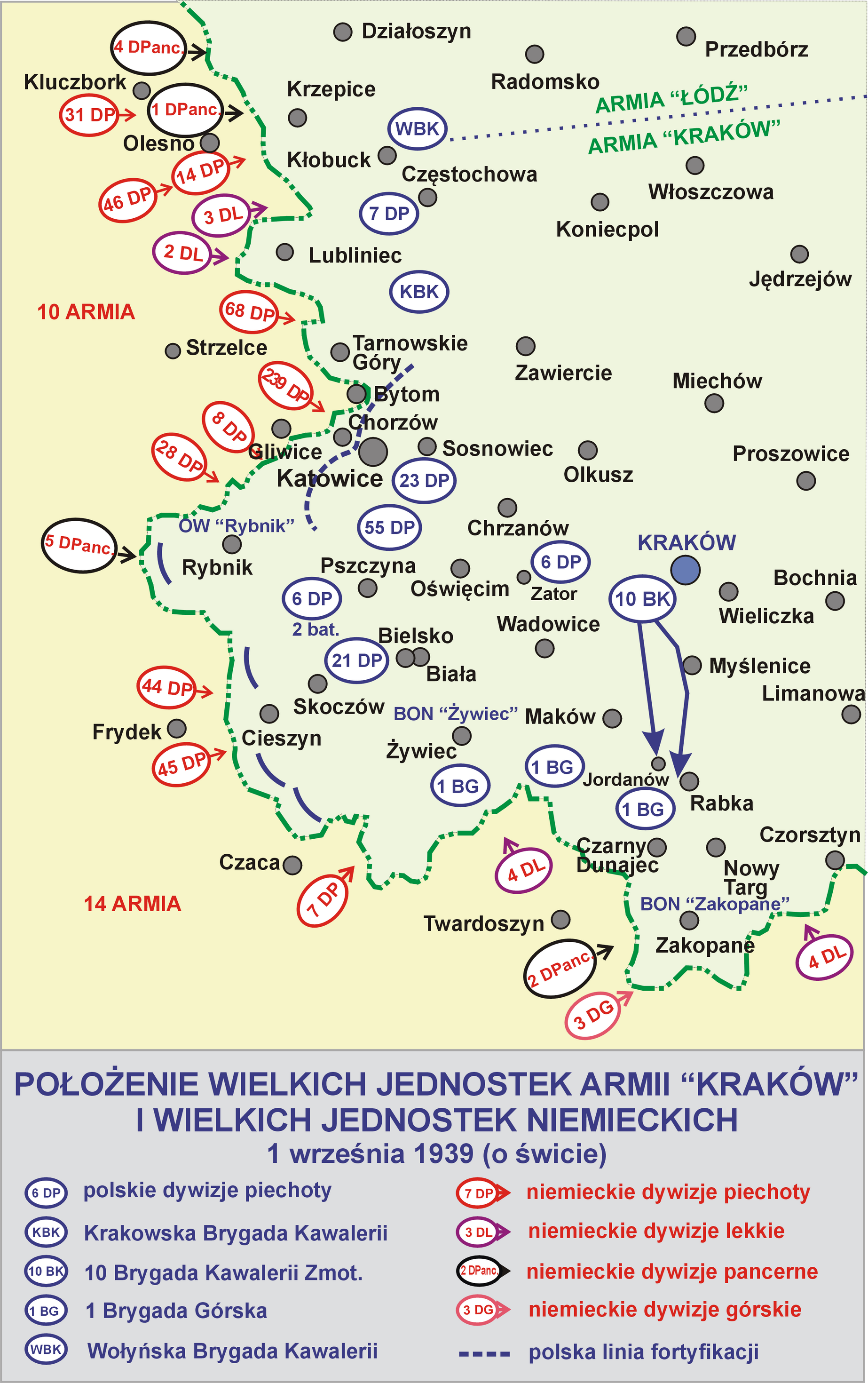
Położenie wielkich jednostek Armii „Kraków” i wielkich jednostek niemieckich 1 września 1939 r. (o świcie)

W okresie II RP Katowice znajdowały się około 20 km od ówczesnej granicy polsko-niemieckiej i były największym miastem w polskiej części Śląska. Wobec narastających napięć polsko-niemieckich miejscowi działacze polscy, głównie byli powstańcy śląscy i młodzież harcerska, pod koniec sierpnia 1939 r. zaczęli organizować oddziały samoobrony. Dowódcą polskiej milicji od 1 września był Jan Faska. Miasto znajdowało się w obszarze działania Armii „Kraków” Wojska Polskiego, ale Naczelne Dowództwo zdecydowało o opuszczeniu miasta. 2 września ewakuację skończyli urzędnicy państwowi, siły policyjne, jednostki regularnej armii i niektóre jednostki samoobrony, a część dalszych jednostek samoobrony wycofała się następnego dnia.
Tymczasem niemieckie siły zbliżające się do miasta obejmowały 8 Dywizję Pancerną, 239 Dywizję Piechoty generała Ferdinanda Neulinga i 28 Dywizję Piechoty Jäger, a także jednostki niemieckiej straży granicznej z Grenzschutz Abschnittskommando i jednostki niemieckiej milicji Freikorps (Freikorps Ebbinghaus).
Już 1 września zbombardowane zostało Lotnisko Katowice-Muchowiec, a w dniach 1–2 września rozegrała się w okolicach Katowic bitwa wyrska.

## Walki
Wojska niemieckie pojawiły się na obrzeżach miasta 3 września i najprawdopodobniej tego dnia doszło do kilku wczesnych starć. Siły niemieckie, które wkroczyły do miasta 4 września i  zajęły je w ciągu kilku godzin, miały do czynienia jedynie z nielicznymi polskimi oddziałami samoobrony, które albo odmówiły ewakuacji, albo nie wiedziały o rozkazach dowództwa armii polskiej. Dodatkowo, poza oddziałami samoobrony, w walkach wziął udział niewielki oddział straży tylnej lub maruderów z 73 pułku piechoty 23. Dywizji Piechoty, w wyniku czego kilku polskich żołnierzy zostało zabitych, rannych lub wziętych do niewoli.
Niemieccy żołnierze zgłaszali, że byli wielokrotnie ostrzeliwani, w wyniku czego jednostki niemieckie straciły ok. 15 żołnierzy. Do najbardziej znaczących incydentów doszło podczas obrony Śląskiego Domu Powstańczego (siedziby dowództwa oddziałów samoobrony), a także podczas starcia z harcerzami zajmującymi punkt widokowy Wieży Spadochronowej. W tym ostatnim przypadku relacje świadków sugerują, że wśród polskich obrońców zginęło co najmniej dziesięć osób, a kilku obrońców mogło również trafić do niewoli. Obrona Wieży Spadochronowej stała się również najlepiej wspominanym incydentem obrony Katowic i określana jest jako „legendarna”.
Inne punkty, w których jednostki samoobrony stawiły opór, to Drapacz Chmur, Teatr Śląski, Muzeum Śląskie i wieże lokalnych kościołów.

## Po bitwie
Wkrótce po zabezpieczeniu miasta Niemcy rozstrzelali ponad 80 więźniów (tzw. zbrodnia w Katowicach albo krwawy poniedziałek w Katowicach), głównie osób w mundurach powstańczych lub harcerskich. Łączna liczba polskich ofiar (walk i egzekucji) z dnia 4 września jest szacowana na około 150. Całkowita liczba aresztowanych nie jest znana, a więcej osób stracono w ciągu następnych tygodni.
Oddziały Einsatzgruppen działały również w Katowicach i na Śląsku, a jednym z ich stałych rozkazów było wykonanie doraźnej egzekucji wszystkich zidentyfikowanych byłych polskich powstańców. Jedną z pierwszych akcji Niemców po zajęciu miasta było zniszczenie Wielkiej Synagogi (w dniu 8 września).

## Upamiętnienie
W 1961 r. odsłonięto Pomnik Obrońców Katowic. 4 września 1983 r. odsłonięto Pomnik Harcerzy Września w Katowicach. Istnieją też groby indywidualne i zbiorowe, a także kilka tablic pamiątkowych poświęconych ofiarom obrony Katowic, w tym rozstrzelanym. W rocznice rozpoczęcia II wojny światowej wiele z tych pomników jest miejscem ceremonii, w których udział biorą przedstawiciele władz i mieszkańcy.